# N 2 Gether Now
«N 2 Gether Now» es un sencillo de la banda estadounidense Limp Bizkit junto al rapero Method Man. Se lanzó el 9 de noviembre de 1999 y se incluyó en el álbum Significant Other como el tercer sencillo del mismo.
La canción contiene un sample de la canción «Sonate No. 2 en Do Mineur: Allegro Maestoso» de la arpista francesa Annie Challan.

## Producción
Method Man había oído hablar de Limp Bizkit y quería grabar una canción con ellos ya nunca había trabajado con una banda de rock. La banda permitió que Fred Durst y DJ Lethal exploraran sus orígenes en el hip hop grabando una canción con el rapero. DJ Premier, miembro del dúo Gang Starr, produjo la canción a pesar de que al principio dudaba en hacerlo. Según Borland, la banda quería grabar «una pista que fuera puramente de hip hop».

## Lista de canciones
| Limp Bizkit Featuring Method Man – N 2 Gether Now / Break Stuff |                                  |          |  |
| N.º                                                             | Título                           | Duración |  |
| 1.                                                              | «Break Stuff» (Album Version)    | 2:47     |  |
| 2.                                                              | «Crushed» (Album Version)        | 3:24     |  |
| 3.                                                              | «N 2 Gether Now» (Album Version) | 3:55     |  |
| 4.                                                              | «Re-Arranged»                    | 5:54     |  |

| Vinilo (Estados Unidos) |                                           |          |  |
| N.º                     | Título                                    | Duración |  |
| 1.                      | «N 2 Gether Now (Clean)» (ft. Method Man) | 3:56     |  |
| 2.                      | «N 2 Gether Now (Album)» (ft. Method Man) | 3:56     |  |
| 3.                      | «N 2 Gether Now (Instrumental)»           | 4:36     |  |

| Vinilo |                                           |          |  |
| N.º    | Título                                    | Duración |  |
| 1.     | «N 2 Gether Now (Clean)» (ft. Method Man) | 3:56     |  |
| 2.     | «N 2 Gether Now (Dirty)» (ft. Method Man) | 3:56     |  |
| 3.     | «N 2 Gether Now (Instrumental)»           | 4:36     |  |

## Posicionamiento en listas
| Año     | Lista                            | Posición |
| ------- | -------------------------------- | -------- |
| 1999    | Hot R&B/Hip-Hop Singles & Tracks | 53       |
| 1999    | Rhythmic Top 40                  | 7        |
| 1999    | Billboard Hot 100                | 70       |
| 2000    | Billboard Rap Songs              | 17       |
| Fuente: |                                  |          |